# Mildred Dunnock
Mildred Dunnock est une actrice américaine, née le 25 janvier 1901 à Baltimore, (Maryland) et morte le 5 juillet 1991 à Oak Bluffs (Massachusetts).

## Filmographie

### Au cinéma
- 1945 : Le blé est vert (The Corn is green) d'Irving Rapper : Miss Ronberry
- 1947 : Le Carrefour de la mort (Kiss of Death) de Henry Hathaway : la mère de Rizzo
- 1951 : Mort d'un commis voyageur (Death of a Salesman) de László Benedek : Linda Loman
- 1951 : Face à l'orage (I Want You) de Mark Robson : Sarah Greer
- 1952 : Viva Zapata ! d'Elia Kazan : Señora Espejo
- 1952 : La Jeune Fille en blanc (The Girl in White) de John Sturges : Dr Marie Yeomans
- 1952 : Le Chanteur de jazz (The Jazz Singer) de Michael Curtiz : Mrs. Ruth Golding
- 1953 : Éternels Ennemis (Bad for Each Other) d'Irving Rapper : Mrs. Mary Owen
- 1954 : Hansel and Gretel de Michael Myerberg : la mère (voix)
- 1955 : Mais qui a tué Harry ? (The Trouble with Harry) d'Alfred Hitchcock : Mrs. Wiggs
- 1956 : Le Cavalier du crépuscule (Love Me Tender) de Robert D. Webb : Martha Reno
- 1956 : La Poupée de chair (Baby Doll) d'Elia Kazan : tante Rose Comfort
- 1957 : Les Plaisirs de l'enfer (Peyton Place) de Mark Robson : Miss Elsie Thornton
- 1958 : La Chatte sur un toit brûlant (Cat on a Hot Tin Roof) de Richard Brooks : petit rôle
- 1959 : Au risque de se perdre (The Nun's Story) de Fred Zinnemann : Sœur Margharita
- 1959 : Du sang en première page (The Story on page one) de Clifford Odets : Mrs. Ellis
- 1960 : La Vénus au vison (BUtterfield 8) de Daniel Mann : Mrs. Wandrous
- 1961 : Au bout de la nuit (Something Wild) de Jack Garfein : Mrs. Gates
- 1962 : Doux Oiseau de jeunesse (Sweet Bird of Youth) de Richard Brooks : tante Nonnie
- 1964 : Et vint le jour de la vengeance (Behold a Pale Horse) de Fred Zinnemann : Pilar
- 1964 : Youngblood Hawke de Delmer Daves : Mrs. Sarah Hawke
- 1966 : Frontière chinoise (7 Women) de John Ford : Jane Argent, l'assistante d'Andrews
- 1969 : Qu'est-il arrivé à tante Alice ? (What Ever Happened to Aunt Alice?) de Lee H. Katzin : Edna Tinsley
- 1975 : La Nuit de la peur (The Spiral Staircase) de Peter Collinson : Mrs. Sherman
- 1976 : Dragonfly de Gilbert Cates : Miss Barrow
- 1987 : Le Dragueur (The Pick-up Artist) de James Toback : Nellie

### À la télévision
- 1959 : Children of Strangers : Mrs. Hancock
- 1961 : The Power and the Glory : Spinster
- 1966 : Death of a Salesman : Linda Loman
- 1973 : A Brand New Life : la mère
- 1973 : A Summer Without Boys : Mrs. LaCava
- 1974 : Murder or Mercy : Lois Harelson
- 1975 : The Shopping Bag Lady : Annie
- 1979 : The Best Place to Be : Rose Price
- 1979 : And Baby Makes Six : Serena Fox
- 1980 : Un bébé de plus (Baby Comes Home) : Serena Fox
- 1981 : The Big Stuffed Dog : la grand-mère de Petey
- 1981 : Le Choix d'Isabelle (Isabel's Choice) : Helen
- 1982 : The Children's Story : la vieille prof

## Distinctions
Dunnock a une étoile sur le Hollywood Walk of Fame